# Bustillo del Oro
Bustillo del Oro là một đô thị trong tỉnh Zamora, Castile và León, Tây Ban Nha. Theo điều tra dân số 2004 (INE), đô thị này có dân số là 139 người.
Las fiestas populares se celebran en el primer fin de semana de Agosto en honor a.... (ahora lo terminas tú Sara).